# Lampropeltis holbrooki
Lampropeltis holbrooki là một loài rắn trong họ Rắn nước. Loài này được Stejneger mô tả khoa học đầu tiên năm 1902.

## Hình ảnh

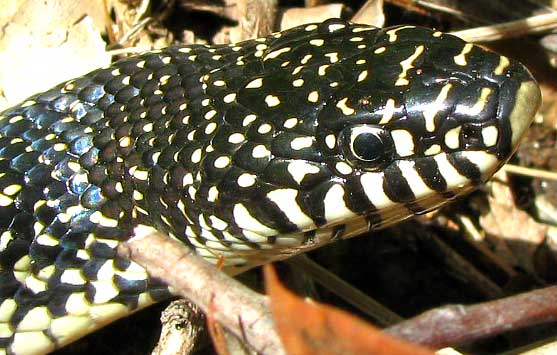